# Aeroportul intern Rafha
Aeroportul intern Rafha (în arabă مطار رفحاء المحلي) (IATA: RAH, ICAO: OERF) este un aeroport din Al Hudud ash Shamaliyah, Arabia Saudită ce deservește zona Rafha governorate⁠(d). Aeroportul a fost tranzitat în 2021 de 60.812 pasageri. A fost numit după zona deservită.
Situat la o altitudine de 450 m, aeroportul dispune de 1 pistă.

## Infrastructură

### Piste
Aeroportul dispune de o singură pistă. Pista 11/29 are suprafața de asfalt și dimensiunile 3.000 m × 45 m. 